# Sepik (pain)
Le sepik est un pain de blé complet estonien. Il se prépare avec de la farine de blé ou bien avec un mélange pouvant contenir farines de blé, seigle et orge. On lui ajoute parfois du son,,,.
Traditionnellement, ce pain est servi à l’occasion des fêtes du Nouvel An, de Vastlapäev ou de la Saint-Martin,. L’ancêtre direct du sepik est un pain d’orge connu en Estonie méridionale sous le nom de « karask ».
De nombreuses entreprises agroalimentaires d’Estonie et d’autres États baltes confectionnent le sepik selon leur propre recette, qui diffère de celle du sepik traditionnel estonien.
Le sepik serait comparable au Graham bread des États-Unis,.